# فرنسيسكو رودريغوس
فرنسيسكو رودريغوس (بالبرتغالية: Francisco Rodrigues‏) (27 يونيو 1925 بساو باولو في البرازيل - 30 أكتوبر 1988 بساو باولو في البرازيل) هو لاعب كرة قدم برازيلي في مركز الهجوم، شارك في كأس العالم 1950 وكأس العالم 1954 وكأس أمريكا الجنوبية 1953. وشارك مع منتخب البرازيل لكرة القدم. أما مع النوادي، فقد لعب مع باوليستا وبوتافوغو ريغاتاس وروزاريو سنترال ونادي بالميراس ونادي فلومينينسي وأتلتيكو يوفنتوس.

## وصلات خارجية
- فرنسيسكو رودريغوس على موقع الاتحاد الدولي (مؤرشف)  (الإنجليزية)
- فرنسيسكو رودريغوس على موقع قاعدة بيانات كرة القدم.إي يو (الإنجليزية)
- فرنسيسكو رودريغوس على موقع ناشيونال فوتبول تيمز (الإنجليزية)
- فرنسيسكو رودريغوس على موقع Soccerway.com (الإنجليزية)
- فرنسيسكو رودريغوس على موقع عالم كرة القدم.نت (الإنجليزية)